# ۴۸۴ (خورشیدی)
۴۸۴ چهارصد و هشتاد و چهارمین سال هجری خورشیدی است.